# Batken repülőtér
A Batken repülőtér (kirgiz nyelven: Баткен эл аралык аэропорту, orosz nyelven: Баткенский международный аэропорт) (ICAO: UAFB) Kirgizisztán egyik  nemzetközi repülőtere, amely Batken közelében található.
A Batken nemzetközi repülőtér 1958-ban kezdte meg működését leszállópályaként. A jelenlegi kifutópálya és terminál 1984-ben épült. Ez egy 3C osztályú repülőtér. A kifutópálya 22 tonnás súlykorlátozással rendelkezik, és nincs műszeres leszállási lehetőség, csak nappali órákban üzemel.
A repülőtér 2014. április 19-én kapta meg a nemzetközi státuszt. Vám- és határellenőrzéseket telepítenek, és a jelenlegi kifutópályát 400 méterrel meghosszabbítják. Alkalmanként járatok indulnak Oshba, Dzsalal-Abadba, sőt a közeli Iszfanába is.

## Futópályák
A repülőtér futópályái:
- 14/32

## Forgalom
Az utasforgalom az elmúlt években az alábbi módon változott:

## Légitársaságok és uticélok
| Légitársaság    | Célállomások |
| --------------- | ------------ |
| TezJet Airlines | Bishkek      |